# Tchériba
Tchériba ist sowohl eine Gemeinde (französisch commune rurale) als auch ein dasselbe Gebiet umfassendes Departement im westafrikanischen Staat Burkina Faso, in der Region Boucle du Mouhoun und der Provinz Mouhoun. Die Gemeinde hat in 30 Dörfern 39.778 Einwohner.